# Horst Beichter
Horst Beichter (* 30. März 1940; † 10. Mai 2021) ist ein ehemaliger deutscher Fußballspieler.

## Sportlicher Werdegang
Beichter spielte Anfang der 1960er Jahre für die TSG Ulm 1846. 1962 stieg er mit der Mannschaft aus der II. Division in die Oberliga Süd auf. In der letzten Spielzeit der Serie als höchster Spielklasse vor Einführung der Bundesliga absolvierte er 17 Erstligapartien für die „Spatzen“, in denen er zwei Tore erzielte. Als Tabellenachter qualifizierte sich die Mannschaft um Nationaltorhüter Wolfgang Fahrian, Hans Faltermeier, Erwin Hoffmann, Dieter Praxl, Manfred Ruoff und die Deißler-Brüder Ortwin und Rolf für die zweitklassige Regionalliga Süd.
Im Juli 1962 wechselte Beichter zum FC Wettingen in die Schweiz. Dort spielte er zunächst in der 2. Mannschaft, da er die Spielberechtigung nicht rechtzeitig erhielt. Sein Eintritt ins Fanionteam und der Beginn der Glanzzeiten des Klubs gingen miteinander einher. Er spielte unter anderem an der Seite von Marcel Cornioley, Pius Fischbach, Erich Schellenberg und Walter Hunkeler. Innerhalb von drei Jahren wurde der FC zum dominierenden Team in der 1. Liga. Es folgte der Aufstieg in die Nationalliga B und in der Saison 1969/70 für eine Spielzeit in der Nationalliga A.
Nach seiner Karriere als Aktiver engagierte sich Beichter beim FC Wettingen als Trainer und Coach.